# FAI Cup 2021
La FAI Cup 2021, denominata FAI Centenary Senior Men's Cup per ragioni di sponsorizzazione, è stata la 98ª edizione della competizione, iniziata il 9 luglio 2021 e terminata il 28 novembre dello stesso anno. Il Dundalk era la squadra campione in carica. Il St Patrick's ha conquistato il trofeo per la quarta volta nella sua storia.

## Formula del torneo
| Turno             | Incontri | Squadre | Entrano a questo turno                                                                                            | Date              |
| ----------------- | -------- | ------- | --- | ----------------- |
| Turno preliminare | 6        | 38 → 32 | 12 squadre di Leinster Senior League, Munster Senior League e Ulster Senior League                                | 10 luglio 2021    |
| Primo turno       | 16       | 32 → 16 | 20 squadre di League of Ireland 6 squadre di Leinster Senior League, Munster Senior League e Ulster Senior League | 24 luglio 2021    |
| Secondo turno     | 8        | 16 → 8  | – | 29 agosto 2021    |
| Quarti di finale  | 4        | 8 → 4   | – | 17 settembre 2021 |
| Semifinali        | 2        | 4 → 2   | – | 22 ottobre 2021   |
| Finale            | 1        | 2 → 1   | – | 28 novembre 2021  |

## Turno preliminare
Il sorteggio è stato effettuato il 14 giugno 2021.
| Squadra 1           | Risultato       | Squadra 2             |
| ------------------- | --------------- | --------------------- |
| 9 luglio 2021       |                 |                       |
| Oliver Bond Celtic  | 1 – 2           | Killester Donnycarney |
| 10 luglio 2021      |                 |                       |
| Maynooth University | 3 – 1           | Bonagee United        |
| Ringmahon Rangers   | 1 – 1 (1-4 dtr) | Crumlin United        |
| St Mochtas          | 2 – 1 (dts)     | Cockhill Celtic       |
| Fairview Rangers    | 2 – 2 (4-2 dtr) | Athenry               |
| 11 luglio 2021      |                 |                       |
| Kilnamanagh         | 5 – 0           | Home Farm             |

## Primo turno
Il sorteggio è stato effettuato il 13 luglio 2021.
| Squadra 1             | Risultato       | Squadra 2       |
| --------------------- | --------------- | --------------- |
| 23 luglio 2021        |                 |                 |
| Athlone Town          | 4 – 4 (2-4 dtr) | Waterford       |
| St Patrick's          | 6 – 0           | Bray Wanderers  |
| UCD                   | 2 – 0           | Shelbourne      |
| Wexford Youths        | 3 – 0           | Cabinteely      |
| St. Kevin's Boys      | 1 – 4           | Kilnamanagh     |
| Maynooth University   | 4 – 0           | Malahide United |
| Shamrock Rovers       | 2 – 0           | Galway United   |
| 24 luglio 2021        |                 |                 |
| Drogheda              | 1 – 1 (2-4 dtr) | Derry City      |
| Fairview Rangers      | 0 – 3 (dts)     | Finn Harps      |
| Longford Town         | 5 – 0           | Bangor GG       |
| 25 luglio 2021        |                 |                 |
| Killester Donnycarney | 1 – 0           | Usher Celtic    |
| Crumlin United        | 1 – 2           | St Mochtas      |
| Liffey Wanderers      | 0 – 2 (dts)     | Cobh Ramblers   |
| Treaty United         | 0 – 1 (dts)     | Dundalk         |
| College Corinthians   | 0 – 5           | Bohemians       |
| Sligo Rovers          | 2 – 3           | Cork City       |

## Secondo turno
Il sorteggio è stato effettuato il 27 luglio 2021.
| Squadra 1             | Risultato       | Squadra 2       |
| --------------------- | --------------- | --------------- |
| 27 agosto 2021        |                 |                 |
| Cork City             | 1 – 1 (1-4 dtr) | St Patrick's    |
| Dundalk               | 5 – 1           | St Mochtas      |
| UCD                   | 2 – 1           | Longford Town   |
| Waterford             | 4 – 1           | Kilnamanagh     |
| Finn Harps            | 1 – 0           | Derry City      |
| 28 agosto 2021        |                 |                 |
| Maynooth University   | 3 – 2           | Cobh Ramblers   |
| 29 agosto 2021        |                 |                 |
| Killester Donnycarney | 0 – 2           | Wexford Youths  |
| Bohemians             | 2 – 1           | Shamrock Rovers |

## Quarti di finale
Il sorteggio è stato effettuato il 31 agosto 2021.
| Squadra 1         | Risultato | Squadra 2           |
| ----------------- | --------- | ------------------- |
| 17 settembre 2021 |           |                     |
| Bohemians         | 4 – 0     | Maynooth University |
| St Patrick's      | 3 – 0     | Wexford Youths      |
| UCD               | 2 – 3     | Waterford           |
| Finn Harps        | 3 – 3     | Dundalk             |

### Replay
| Squadra 1         | Risultato   | Squadra 2  |
| ----------------- | ----------- | ---------- |
| 22 settembre 2021 |             |            |
| Dundalk           | 3 – 1 (dts) | Finn Harps |

## Semifinali
Il sorteggio è stato effettuato il 5 ottobre 2021.
| Squadra 1       | Risultato | Squadra 2 |
| --------------- | --------- | --------- |
| 22 ottobre 2021 |           |           |
| Bohemians       | 1 – 0     | Waterford |
| St Patrick's    | 3 – 1     | Dundalk   |

## Finale
| Arbitro: | Robert Hennessy |

|                                     |                      |                                           |
| Feely 116’                          | Marcatori            | 107’ Forrester                            |
| Devoy Levingston Mallon Wilson Ward | Tiri di rigore 3 – 4 | Coughlan King Forrester McClelland Benson |